# 刚毛橐吾
刚毛橐吾（学名：Ligularia achyrotricha）为菊科橐吾属的植物，是中国的特有植物。分布在中国大陆的陕西等地，生长于海拔3,250米至3,700米的地区，一般生长在山坡或林缘，目前尚未由人工引种栽培。

## 别名
碗水（陕西）